# Dian Luka
Dian Luka Barbieri Miotto, noto semplicemente come Dian Luka (Guarapuava, 28 luglio 1990), è un giocatore di calcio a 5 brasiliano.

## Caratteristiche tecniche
Alto 178 centimetri, Dian Luka Barbieri Miotto gioca nel ruolo di laterale e il suo piede naturale è il sinistro.

## Palmarès

### Competizioni nazionali[2]
- Liga Nacional: 1

Jaraguá: 2010
- Taça Brasil: 2

Jaraguá: 2015
Joinville: 2017
- Coppa della Divisione:

Kaos: 2017-2018
- Serie A: 2

Meta Catania: 2023-2024, 2024-2025
- Supercoppa italiana

Meta Catania: 2024

### Competizioni internazionali[2]
- Coppa Libertadores: 1

Jaraguá: 2009